# 라마잔 외즈잔
라마잔 외즈잔(튀르키예어: Ramazan Özcan, 1984년 6월 28일 ~ )은 전 오스트리아의 터키계 축구 선수이다.